# Folketingsvalet 1918
Folketingsvalet i Danmark 1918 genomfördes den 22 april 1918. Regeringen Zahle II (Radikale Venstre) kom att fortsätta regera. Antalet platser i folketinget ökade från 113 till 139.

## Mandatfördelning
| Parti                   | Mandat (förändring) |
| ----------------------- | ------------------- |
| Socialdemokraterne      | 39 (+7)             |
| Radikale Venstre        | 31 (+1)             |
| Konservative Folkeparti | 7 (+15)             |
| Venstre                 | 43 (+2)             |
| Erhvervspartiet         | 1 (+1)              |

### Fotnoter
1. ↑  Nohlen, D & Stöver, P (2010) Elections in Europe: A data handbook, p524 ISBN 978-3-8329-5609-7